# Hide from the Sun
Hide from the Sun – szósty album fińskiej grupy The Rasmus z 2005 roku.
Produkcją zajęli się Martin Hansen i Mikael Nord Andersson, którzy pracowali także nad dwoma poprzednimi płytami zespołu - Into i Dead Letters. Nagrania odbyły się w studiach Nord w Sztokholmie. Premiera 12 września 2005.

## Lista utworów zebrana ze wszystkich edycji płyty
1. Shot
2. Night After Night (Out of the Shadows)
3. No Fear
4. Lucifer's Angel
5. Last Generation
6. „Dead Promises”
7. „Immortal”
8. „Sail Away”
9. „Keep Your Heart Broken”
10. „Heart of Misery”
11. „Don't Let Go”
12. „Dancer in the Dark”
13. „Trigger”
14. „Open My Eyes”
15. „No Fear” (Chris Vrenna Remix)
16. „Sail Away” (Benztown Mixdown)
17. „Open My Eyes” (Acoustic)
18. „Lucifer's Angel” (Acoustic)

## Wydania krążka „Hide from the Sun”

### Original version
Wydana 12 września 2005 przez Playground Music
1. „Shot” - 4:18
2. „Night After Night (Out of the Shadows)” - 3:44
3. „No Fear” - 4:07
4. „Lucifer's Angel” - 4:01
5. „Last Generation” - 4:03
6. „Dead Promises” - 3:39
7. „Immortal” - 4:57
8. „Sail Away” - 3:49
9. „Keep Your Heart Broken” - 3:55
10. „Heart of Misery” - 3:27
11. „Don't Let Go” - 4:51

### Limited Edition
Wydana 12 września 2005 przez Playground Music
1. „Shot” - 4:18
2. „Night After Night (Out of the Shadows)” - 3:44
3. „No Fear” - 4:07
4. „Lucifer's Angel” - 4:01
5. „Last Generation” - 4:03
6. „Dead Promises” - 3:39
7. „Immortal” - 4:57
8. „Sail Away” - 3:49
9. „Keep Your Heart Broken” - 3:55
10. „Heart of Misery” - 3:27
11. „Don't Let Go” - 4:51
12. „Dancer in the Dark” - 3:28

### UK Edition
Wydana 12 września 2005 przez Playground Music
1. „Shot” - 4:18
2. „Night After Night (Out of the Shadows)” - 3:44
3. „No Fear” - 4:07
4. „Lucifer's Angel” - 4:01
5. „Last Generation” - 4:03
6. „Dead Promises” - 3:39
7. „Immortal” - 4:57
8. „Sail Away” - 3:49
9. „Keep Your Heart Broken” - 3:55
10. „Heart of Misery” - 3:27
11. „Don't Let Go” - 4:51
12. „Open My Eyes” - 3:48

### Japan Edition
Wydana 12 września 2005 przez Playground Music
1. „Shot” - 4:18
2. „Night After Night (Out of the Shadows)” - 3:44
3. „No Fear” - 4:07
4. „Lucifer's Angel” - 4:01
5. „Last Generation” - 4:03
6. „Dead Promises” - 3:39
7. „Immortal” - 4:57
8. „Sail Away” - 3:49
9. „Keep Your Heart Broken” - 3:55
10. „Heart of Misery” - 3:27
11. „Don't Let Go” - 4:51
12. „Trigger” - 3:21
13. „No Fear (Chris Vrenna Remix)” - 3:40

- Plus DVD z planem teledysku No Fear

### USA Edition
Wydana 10 października 2006 przez DRT Entertainment
1. „Shot” - 4:18
2. „Night After Night (Out of the Shadows)” - 3:44
3. „No Fear” - 4:07
4. „Lucifer's Angel” - 4:01
5. „Last Generation” - 4:03
6. „Dead Promises” - 3:39
7. „Immortal” - 4:57
8. „Sail Away” - 3:49
9. „Keep Your Heart Broken” - 3:55
10. „Heart of Misery” - 3:27
11. „Don't Let Go” - 4:51
12. „Dancer in the Dark” - 3:28
13. „Open My Eyes” (Acoustic) – 3:21
14. „Trigger” - 3:21
15. „No Fear” (Chris Vrenna Remix) – 3:40
16. „Sail Away” (Benztown Mixdown) – 7:29
17. „Lucifer's Angel” (Acoustic) – 3:47

- Plus teledysk Immortal w formacie MPEG